# Topolovo
Topolovo je naselje v Občini Kozje.